# Capital Airport Express

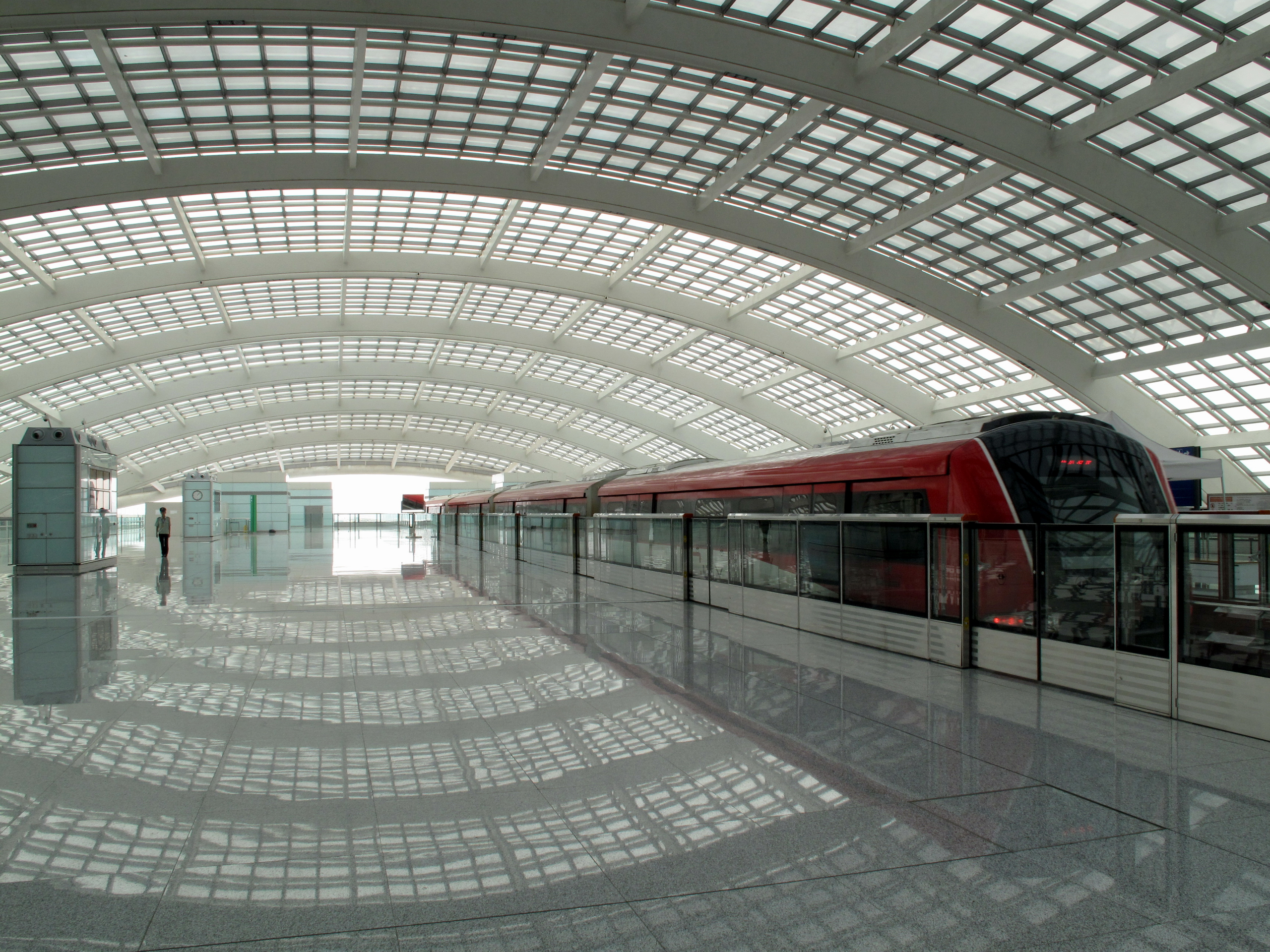
Stationen Beijing Capital International Airport Terminal 3 på Airport Express.

Capital Airport Express (首都机场线; Shǒudū Jīchǎng Xiàn) är en linje i Pekings tunnelbana. Airport Express trafikerar från centrala Peking till Pekings internationella flygplats. Airport Express är en helt automatisk förarlös linje. Airport Express är på kartor och skyltar markerad med grålila färg.     
Airport Express trafikerar 5 stationer och är 30,9 km lång. Airport Express öppnade 19 juli 2008

## Lista över stationer
Från väst mot nordost:
- Beixinqiao (北新桥) (byte till      Linje 5)
- Dongzhimen (东直门) (byte till      Linje 2 och      Linje 13)
- Sanyuanqiao (三元桥) (byte till      Linje 10)
- Beijing Capital International Airport Terminal 3 (T3航站楼站)
- Beijing Capital International Airport Terminal 2 (T2航站楼站)